# (33059) Matsuoka
(33059) 1997 VS est un astéroïde de la ceinture principale découvert en 1997.

## Description
(33059) 1997 VS a été découvert le 1er novembre 1997 à l'observatoire de Kitami, situé à l'est d'Hokkaidō (Japon), par Kin Endate et Kazuro Watanabe.

### Caractéristiques orbitales
L'orbite de cet astéroïde est caractérisée par un demi-grand axe de 2,38 ua, un périhélie de 1,85 ua, une excentricité de 0,22 et une inclinaison de 3,41° par rapport à l'écliptique. Du fait de ces caractéristiques, à savoir un demi-grand axe compris entre 2 et 3,2 ua et un périhélie supérieur à 1,666 ua, il est classé, selon la JPL Small-Body Database, comme objet de la ceinture principale.

### Caractéristiques physiques
(33059) 1997 VS a une magnitude absolue (H) de 15,0 et un albédo estimé à 0,212.